# House of One

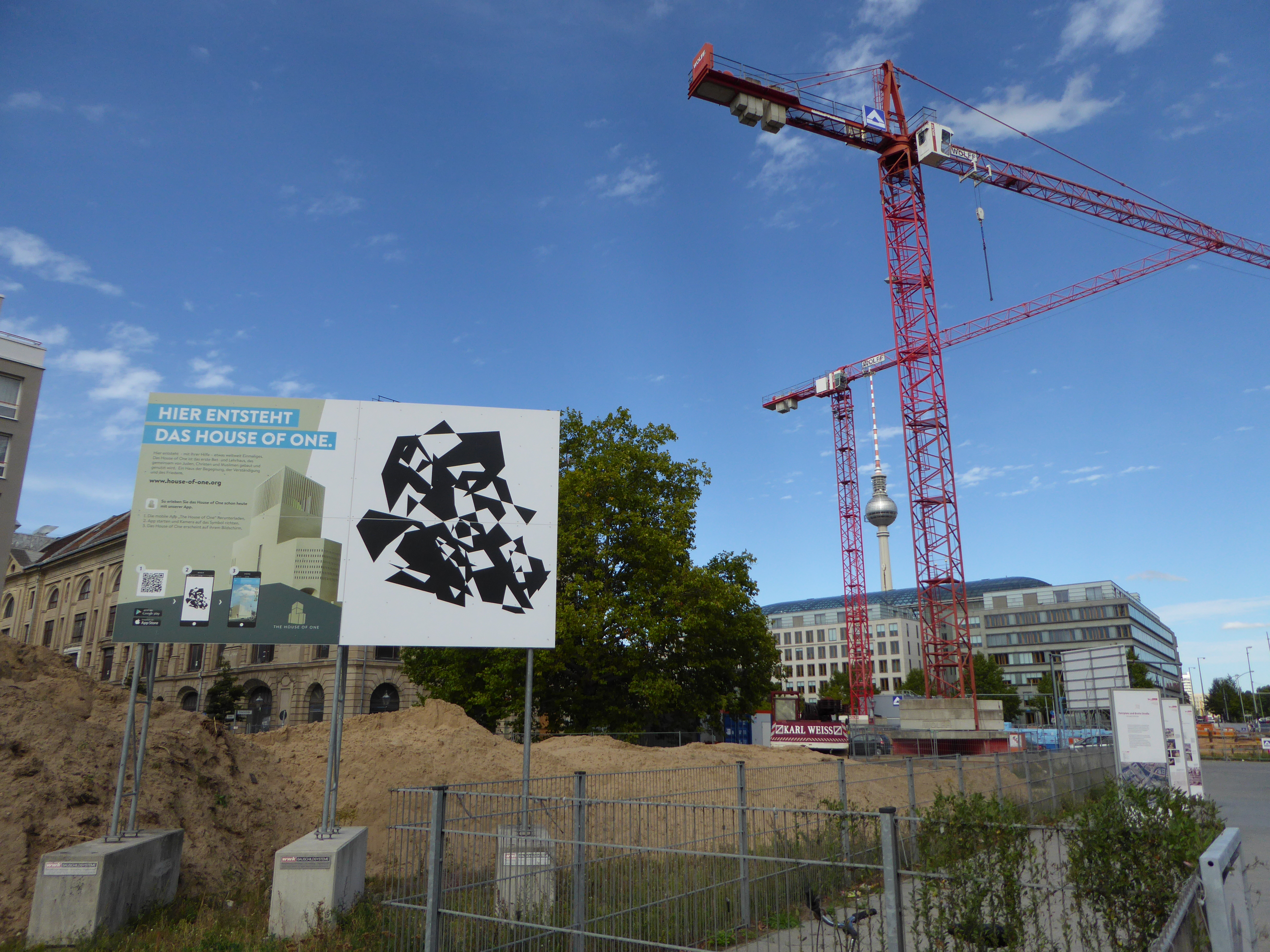
Bauplatz des House of One in Berlin-Mitte am Petriplatz, 2015

Das House of One (englisch, nicht der Sprachnorm entsprechend; House of the One ließe sich übersetzen als: Haus des Einen) ist ein jüdisch-christlich-muslimisches Friedens- und Bauprojekt in Berlin. Die gleichnamige Stiftung plant nicht nur den Bau dieses einzigartigen Sakralbaus, sondern engagiert sich intensiv im interreligiösen Dialog und unterhält ein Bildungsangebot, das von Schulen, Organisationen oder Unternehmen stark nachgefragt wird. Die Bildungsarbeit wird unter der Überschrift „Interreligiös gegen Antisemitismus und Muslimfeindlichkeit“ seit 2020 durch das Programm „Demokratie Leben!“ des Bundesfamilienministeriums gefördert.
Die Baukosten für das Gebäude des House of One werden auf 69,5 Millionen Euro beziffert. Davon kommen rund 45 Millionen Euro zu etwa gleichen Teilen vom Bund und von der Stadt Berlin, der Rest wird aus Spenden aufgebracht. Träger ist die gleichnamige Stiftung. Das House of One wird auf den Fundamenten der ehemaligen Petrikirche am Petriplatz im Berliner Ortsteil Mitte geplant. Die Kirche wurde im Zweiten Weltkrieg beschädigt und zu DDR-Zeiten abgerissen. Das House of One wird unter seinem Dach eine Synagoge, eine Kirche und eine Moschee beherbergen, errichtet rund um einen zentralen Begegnungsraum.

## Vorarbeiten

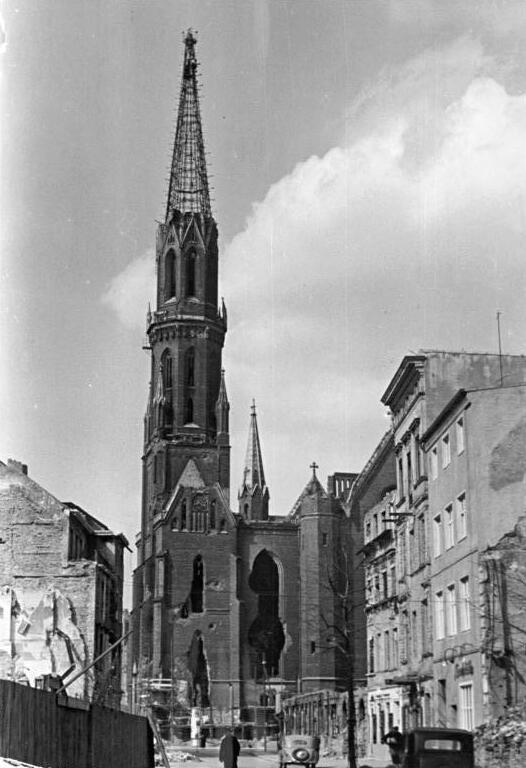
Ruine der Petrikirche, 1951

Die stark kriegsbeschädigte Petrikirche hatte der Ost-Berliner Magistrat 1964 entfernen lassen. In der Folge wurde der Petriplatz unter anderem auch als Markt- und Parkplatz genutzt.
Nach dem Mauerfall und dem Zusammenwachsen der deutschen Hauptstadt fanden auf dem Petriplatz intensive archäologische Grabungen ab den späten 1990er Jahren und wiederum ab 2006 statt. Die vorgefundenen Fundamente der Petrikirche und weiterer früherer Bauten wurden aus Konservierungsgründen vorläufig wieder mit Erdreich verfüllt, die Gebeine Verstorbener aus dem Frühmittelalter wurden gesichert. Diese sollen in Zukunft in einem Ossuarium am Petriplatz ihre letzte Ruhe finden.
2009 sammelte die Gemeindeversammlung der Kirchengemeinde St. Petri-St. Marien Ideen, was auf dem Grundstück der ehemaligen Petrikirche entstehen könnte. Der Pfarrer der Kirchengemeinde, Gregor Hohberg, brachte den Vorschlag ein, „etwas mit mehreren Religionen gemeinsam zu machen.“ Mit dieser Idee ging er auf Ercan Karakoyun zu, der damals Vorsitzender des muslimischen Partners Forum Dialog e. V. war. Gemeinsam begeisterten sie den Rabbiner Walter Homolka für das Projekt. Damit war die Idee eines interreligiösen Gotteshauses für die drei monotheistischen Religionen geboren.
Bald fasste der Berliner Senat den Beschluss, auf der Fläche einerseits die Funde ständig präsent zu haben und andererseits durch einen kirchlichen Neubau ein gemeinsames Bethaus für alle drei Religionen, die im Laufe der Geschichte in Berlin eine Rolle gespielt haben, zu errichten: das Christentum, das Judentum und der Islam, die einen gemeinsamen Gott verehren (the One) sollen im Gebäude symbolisiert werden. Die Trägerstiftung wurde am 8. September 2016 gegründet.
Ein offener weltweiter Architektenwettbewerb wurde ausgelobt. Die Jury kürte den Entwurf des Berliner Architekturbüros Kuehn Malvezzi zum Sieger, das sich gegen zahlreiche Entwürfe durchgesetzt hat.

## Infopavillon und die House of One-Box

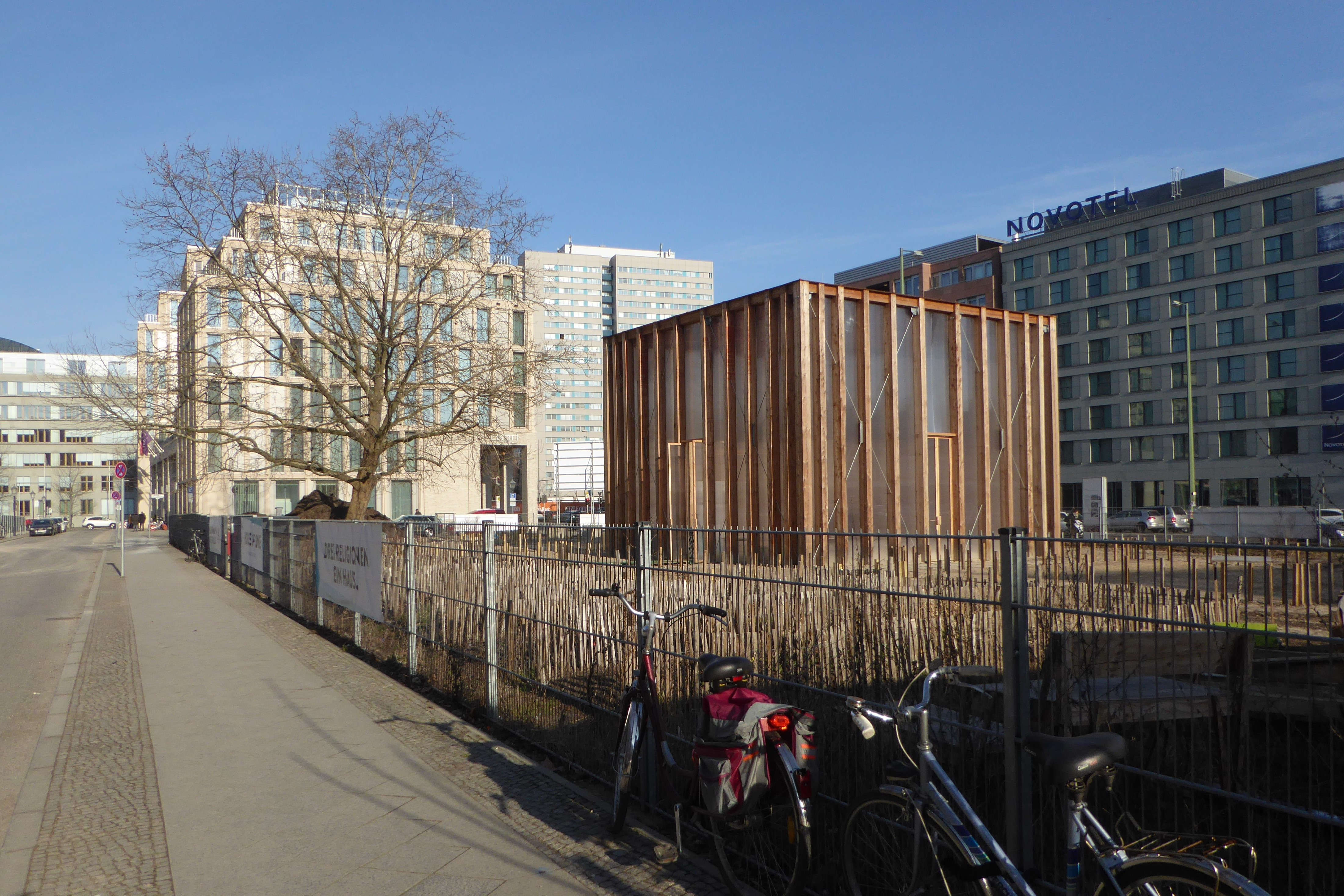
House of One – Pavillon, 2018

Zwischen Ende 2017 und Januar 2019 stand neben der Baufläche für das House of One ein Pavillon. Hier konnten Besucher das Projekt und Geschichtsdetails in dem Flachbau aus Holz und durchsichtigem Kunststoff kennen lernen. Die beheizbare Konstruktion bildete den künftigen zentralen Raum nahezu im Maßstab 1:1 nach. Bis zum tatsächlichen Baubeginn im Februar 2019 diente der Pavillon als Informations- und Veranstaltungsort und zur Werbung für das House of One. Der Pavillon wurde erstmals auf der Weltausstellung der Reformation im Rahmen des Reformationsjubiläum 2017 in der Lutherstadt Wittenberg aufgebaut. Um mit den Ausschachtungsarbeiten beginnen zu können, wurde der Abbau des Pavillons am 16. Januar 2019 mit einem Festakt begangen. Nach dem Abbau wird er in Wittenberg (Sachsen-Anhalt) wieder aufgebaut.
Im Juni 2023 eröffnete am Rand des Bauplatzes die House of One-Box, ein begehbarer Informationsort, der aus einem Standardcontainer hergestellt worden ist. Rabbiner Andreas Nachama, Pfarrer Gregor Hohberg und Imam Kadir Sanci haben die Box im Beisein zahlreicher Gäste aus Politik und Gesellschaft eingeweiht. Bis zur Fertigstellung des House of One wird dort von der ersten Idee, über den Bau und die Verständigungsarbeit der Stiftung Interreligiös gegen Antisemitismus und Islamfeindlichkeit informiert. Jeden Freitag, Samstag und Sonntag von 13 bis 16 Uhr ist die House of One-Box für Besucher geöffnet. Vom Dach des Containers ist ein direkter Blick auf die Baustelle möglich.

## Beschreibung des geplanten Gebäudes

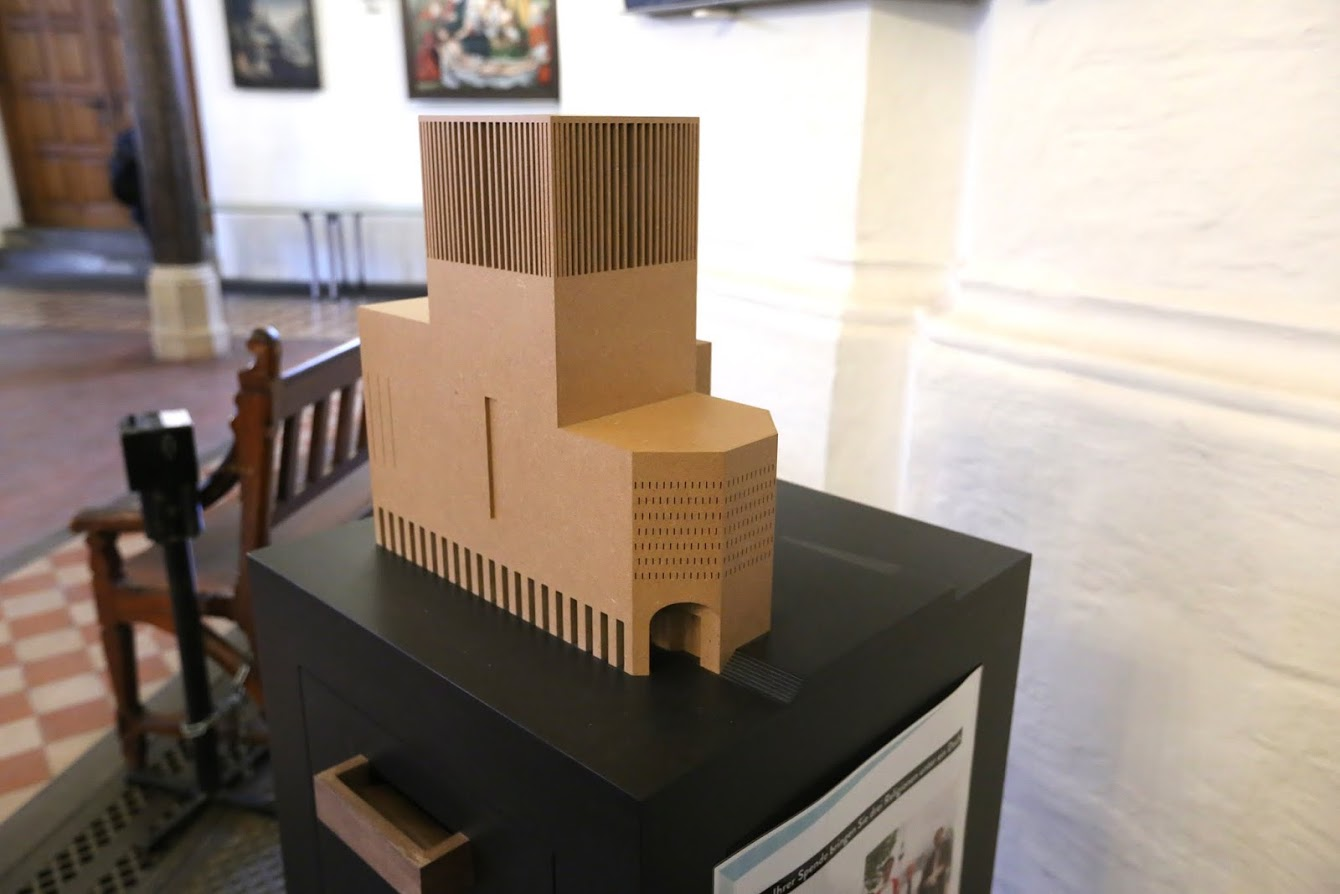
Modell des House of One

### Überblick
„Es gibt keinen besseren Weg [den Frieden] zu erreichen, als gemeinsam etwas über die Grenzen hinweg zu bauen. Dann steht für uns alle etwas auf dem Spiel, was wir gemeinsam beschützen und fördern müssen.“

Der Siegerentwurf gruppiert die drei religiösen Räume in der ersten Etage des Gebäudes um einen zentralen Raum, den Raum der Begegnung. Dieser zentrale Gebäudeteil ist von außen als Turm zu erkennen, der in der „Stadtloggia“ in 40 m Höhe endet. Die Synagoge, Kirche und Mosche sind nur durch den Begegnungsraum zu erreichen. Begegnung ist somit in der Architektur festgelegt. Jeder der drei Sakralräume soll jedoch die Besonderheiten der jeweiligen Religion widerspiegeln oder anders ausgedrückt: „Lessings Ringparabel wird Architektur“.
Im Untergeschoss des House of One werden die freigelegten Fundamente der einstigen Petrikirche in einem Archäologischen Fenster zu sehen sein.

### Zitate der drei Religionsvertreter
„Ich sehe es so: Wir sind eine Basisbewegung, drei Gemeinden, die sich auf den Weg machen. Wir repräsentieren nicht das Ganze. Aber wir verpflichten uns, andere, die mitmachen wollen, einzubinden und nicht auszugrenzen.“

„Man sollte diese Frage [dass sich da auf keinen Fall etwas vermischen darf] auch nicht ständig stellen, sondern einfach schauen, was passiert, wenn wir in einem Haus sind. Wir werden ganz sicher keine Esperanto-Religion schaffen, wir sind einfach beieinander, jeder in seiner Tradition.“

„Natürlich wollen wir unsere Unterschiede nicht wegdiskutieren, die sind da, und wir wollen nichts Neues schaffen. Aber es gibt eben auch die verbindenden Elemente, und die zu entdecken, ist etwas Schönes.“

## Baustart und Ausführungsprobleme

### 2010–2019
Ab Mitte der 2010er Jahre nahm das Projekt, inzwischen vollständig als House of One – Bet- und Lehrhaus bezeichnet, seinen konkreten Anfang. Zur Baubegleitung und anschließenden Betreuung gründete sich eine Stiftung mit Roland Stolte als Vorsitzendem.  Bei der Finissage des Infopavillons wurde bekanntgegeben, dass die Grundsteinlegung am 14. April 2020 stattfinden sollte, am Jahrestag der Uraufführung von Lessings Drama Nathan der Weise 1783 in Berlin.
Die Stiftung erwarb am 4. März 2019 für einen symbolischen Euro für 99 Jahre ein Erbbaurecht an dem Baugrundstück für den Bau des Drei-Religionen-Hauses. Zur Stabilisierung des zukünftigen Gebäudes wurden im Jahr 2019 Betonpfeiler mit einer Länge von je 30 Meter im feuchten Berliner Boden versenkt.
Im Juli 2019 veröffentlichte der Senat einen Bebauungsplan, mit dem die Bürger zur Begutachtung und Beteiligung aufgefordert wurden. Nach diesem Plan soll die Nutzung einer Teilfläche des früheren Petriplatzes dahingehend geändert werden, dass eine bisherige öffentliche Verkehrsfläche zu einer privaten Verkehrsfläche mit der besonderen Zweckbestimmung „Aufenthaltsbereich“ geändert werden soll. Die öffentliche Nutzbarkeit bliebe jedoch erhalten. Das war Anfang September 2019 der Fall, sodass am 16. September 2019 die letzte der 71 bis zu 35 m tiefen Kernbohrungen für den Bau durchgeführt werden konnte.

### Ab 2020 und Grundsteinlegung
Zusammen mit dem Abbau des Pavillons legte der Stiftungsrat mit allen anderen Beteiligten den Termin für die Grundsteinlegung fest. Sie sollte ursprünglich am 14. April 2020 erfolgen, am 237. Jahrestag der Erstaufführung von Lessings Nathan der Weise.
Wegen der COVID-19-Pandemie wurde die geplante Grundsteinlegung des House of One abgesagt und auf den 27. Mai 2021 verschoben. Pandemiebedingt wurde der Grundstein mit nur wenigen Gäste gefeiert und per Livestream international übertragen. Grußworte wurden von dem inzwischen verstorbenen Bundestagspräsidenten Wolfgang Schäuble, dem damals amtierenden Regierenden Bürgermeister von Berlin, Michael Müller, und der damaligen Generalsekretärin von Religion for Peace, Azza Karam, gehalten.

### Seit 2023: Schleppender Baufortschritt
Als ein Problem des kontinuierlichen Baues stellte sich die Festlegung des Materials heraus: Das deutsche Baurecht fordert für Bauwerke, die aus Klinkersteinen errichtet werden, die Einhaltung einer bestimmten DIN-Norm für die Ziegel. Obwohl bereits wegen des schwammigen Untergrundes Maßnahmen umgesetzt wurden (Erstellen von 71 Bohrpfählen, auf denen ein Ringfundament aufliegt, um die historischen Fundamente der St.-Petri-Kirche zu schützen) dauerte die Erteilung der Baugenehmigungen außerordentlich lange. Schließlich sind durch die Verzögerungen die voraussichtlichen Kosten bis auf knapp 70 Millionen Euro gestiegen, wodurch eine Finanzierungslücke entstand, deren Überbrückung noch zu klären ist (Stand: Ende März 2024). Die Lücke beträgt laut Tagesspiegel rund 16,3 Millionen Euro.

## In der Umgebung

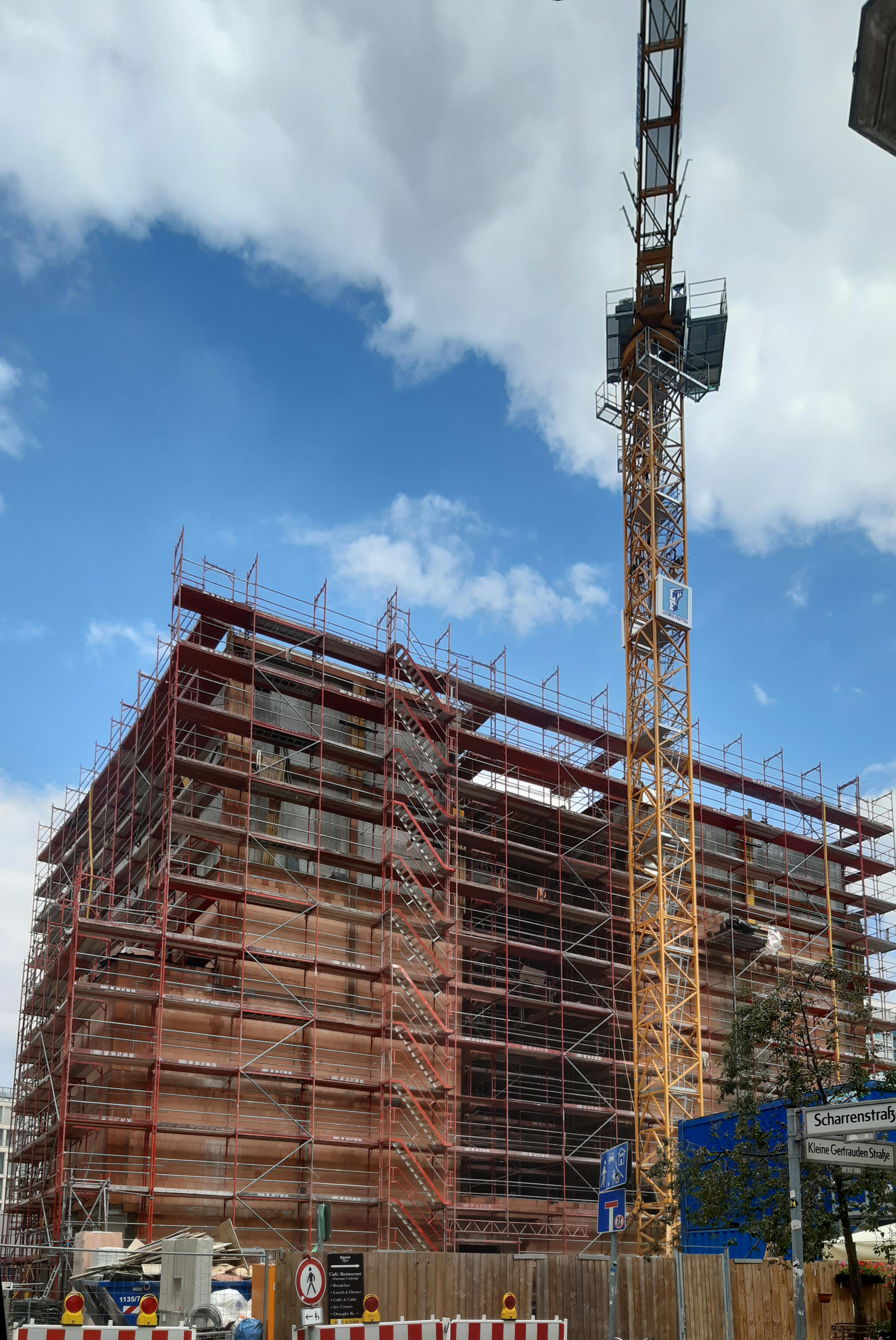
Petri Berlin im Bau, 2021

Nordöstlich vom Standort des House of One wurde ein moderner einfach gehaltener viergeschossiger Neubau errichtet, der im Bauverbund eine Public Library – Bücher für alle und ein Hotel enthält. Südwestlich davon entstand über den Fundamenten der früheren Cöllnischen Lateinschule anschließend ein ähnlich gestaltetes und dimensioniertes viergeschossiges Gebäude, das Archäologische Haus am Petriplatz, kurz Petri Berlin. Hier können ab Ende 2024 Interessenten die bei den Vorbereitungsgrabungen freigelegten Objekte betrachten und ihre Geschichte erfahren. Betreiber ist das Berliner Denkmalamt.

## Trägerstruktur
Träger des Projektes House of One ist die am 8. September 2016 gegründete Stiftung House of One – Bet- und Lehrhaus Berlin. Dem Stiftungsrat gehören aktuell Pfarrer Gregor Hohberg, Rabbiner Andreas Nachama, Imam Kadir Sanci sowie Renate Franke, Süleyman Bag, Nina Reicke, Celal Findik, Dirk Fischer, Johann Hafner, Gerrit Popkes und Mike de Vries an. Vormals gehörten auch der Journalist und Theologe Dirk Pilz und die inzwischen verstorbene Barbara Witting, einst Direktorin des Jüdischen Gymnasiums, sowie der ebenfalls verschiedene Karl-Heinz Blickle dem Gremium an. Die Unternehmerin Catherine Dussmann war Spenderin, aber entgegen anders lautender Berichte kein Mitglied des Stiftungsrats. Im Verwaltungsdirektorium der Stiftung sind Roland Stolte (Vorsitz und Konzept), Maximilian Müllner (Finanzen) berufen. Die Stiftung House of One ist aus dem Verein Bet- und Lehrhaus Petriplatz Berlin e. V. hervorgegangen, der inzwischen aufgelöst ist.
Im Vorstand des Vereins war die jüdische Seite vertreten durch das Abraham-Geiger-Kolleg und die Jüdische Gemeinde zu Berlin, die christliche Seite durch die evangelische Kirchengemeinde St. Marien-Friedrichswerder und die muslimische Seite durch das Forum Dialog e. V.  Die jeweiligen Vertreter der christlichen, jüdischen und muslimischen Seite vertreten ihre Religionen nicht repräsentativ, sondern exemplarisch.
Catherine Dussmann kritisierte am 6. März 2019, es seien „wachsende Spannungen um die polarisierende Präsenz des muslimischen Trägervereins“ und zog sich als Unterstützerin und Spenderin zurück. Der Verein gehört der Gülen-Bewegung an, die von manchen türkeiverbundenen muslimische Verbänden und Moscheevereinen als Partner abgelehnt werden. Die türkische Regierung beschuldigt die Gülen-Bewegung, eine wesentliche Rolle beim Putschversuch 2016 in der Türkei gespielt zu haben. Weiter fügte Dussmann hinzu: „Ich kann kein Projekt unterstützen, das, anstelle Verständigung und Dialog zwischen und innerhalb der Religionen zu fördern, neue Konflikte erzeugt“. Mit diesem in der Öffentlichkeit vollzogenen Schritt wollte Dussmann nach eigener Aussage eine neue Diskussion um die (endgültige) Ausrichtung des House of One auslösen.

## Kuratorium
Im November 2020 hat die Stiftung ein Kuratorium mit 20 Mitgliedern für das House of One gegründet. Dabei handelt es sich um ein beratendes Gremium. Die Mitglieder sollen die Vielfalt in der Gesellschaft als auch der Religionen abbilden. Den Vorsitz hat stets der Regierende Bürgermeister oder die Regierende Bürgermeisterin Berlins inne. Mitglieder sind u. a. der Regierende Bürgermeister von Berlin, Kai Wegner, der Präsident des Zentralrats der Juden in Deutschland Josef Schuster, die Religionswissenschaftlerin Hamideh Mohagheghi, der katholische Erzbischof von Berlin Heiner Koch, die Theologieprofessorin Andrea Klimt, der evangelische Berliner Bischof Christian Stäblein, der Vorsitzende der Stiftung Dialog und Bildung Ercan Karakoyun, der Präsident der Stiftung Preußischer Kulturbesitz Hermann Parzinger, die Direktorin des Jüdischen Museums Berlin Hetty Berg, der Islamwissenschaftler Mouhanad Khorchide, der Sportmanager und Gründer der Initiative Berliner Proficlubs, Kaweh Niroomand, und der Beauftragte der Bundesregierung für weltweite Religionsfragen Frank Schwabe.

## Finanzierung
Die gesamte Bausumme wurde im dritten Quartal 2020 auf 47,2 Millionen Euro geschätzt. Das Geld kommt aus drei verschiedenen Quellen: Spenden und Crowdfunding, staatliche Gelder und Fördergelder aus dem Berliner Landeshaushalt. Die Mitfinanzierung durch den Bund sollte erst beginnen, wenn die Mittel vom Land Berlin sowie Privatspenden in jeweils derselben Höhe bereitstehen. Bis zum 1. Quartal 2023 erhöhten sich die Baukosten um knapp 40 %. Das führte dazu, dass die Kosten für das Bauprojekt auf 69,5 Millionen Euro stiegen. Anfang Juni 2024 gab der Deutsche Bundestag in den "heute im bundestag"-Nachrichten bekannt, dass die Baukosten bis zum Zeitpunkt auf 72,4 Millionen Euro gestiegen waren.
Am 3. Juni 2014 wurde im Rahmen einer Pressekonferenz der offizielle Start der Spendenkampagne verkündet. Die Fundraising-Aktion baut auf die Unterstützung vieler Kleinspender. Über die Website können die Spender symbolische Steine kaufen und eine Botschaft hinterlassen. Wenn eine Spendensumme von 12,5 Millionen Euro für das Projekt erreicht ist, sollte mit dem ersten Bauabschnitt begonnen werden. Bis Oktober 2017 betrug der Spendenstand bereits rund 5,5 Millionen Euro. Die Summe beinhaltet eine Finanzierungszusage aus dem Juli 2016 in Höhe von 2,2 Millionen Euro aus dem Bundeshaushalt im Rahmen des Förderprogramms „Nationale Projekte des Städtebaus“ sowie weitere 1,2 Millionen Euro vom Land Berlin.
Der Deutsche Bundestag hat im November 2018 beschlossen, jährlich einen Betrag von zehn Millionen Euro im Bundeshaushalt bereitzustellen und der Berliner Senat wird einen gleichen Betrag dazugeben. Die Mittelbereitstellung des Landes Berlin soll über SIWANA-Mittel („Sondervermögen Infrastruktur der Wachsenden Stadt und Nachhaltigkeitsfonds“) erfolgen (Stand: Februar 2019).

## Podcast331 – 3 Frauen, 3 Religionen, 1 Thema

Moderatorinnen des House of One-Podcast 331: Maike Schöfer, Rebecca Rogowski und Kübra Dalkilic (v. l.)

Der 2021 von der Stiftung House of One ins Leben gerufene Podcast 331 – 3 Frauen, 3 Religionen, 1 Thema mit der Judaistin Rebecca Rogowski, der Pfarrerin Maike Schöfer und der Theologin Kübra Dalkilic erreicht jeden Monat bis zu 4000 Hörer.
Das Audioformat wurde 2023 mit dem Internationalen Deutschen PR-Preis in der Kategorie „Öffentliche Einrichtungen“ ausgezeichnet. Jeden zweiten Donnerstag erscheint eine neue Folge, die auf gängigen Podcastplattformen wie Spotify, Podigee, Apple Podcast, YouTube und anderen zu hören ist.

## House of One in Georgien und ein entsprechender Friedenspreis
Die Republik Georgien hat den Bau in der deutschen Hauptstadt zum Vorbild genommen, nach einem angepassten Architektenentwurf auch ein Gebäude für mehrere Religionen zu unterhalten. Das Motto ist allgemeiner gefasst und heißt „Frieden bauen, Frieden erzählen, Frieden feiern“. Das Gebäude bekam deshalb den Namen Friedenskathedrale (Peace Cathedral). Die sinnbildliche Kopie des House of One in einer ehemaligen Kathedrale ist bereits fertig und eingeweiht worden. Es wurde eine Partnerschaft zwischen den Trägern des Berliner House of One und der Peace Academy geschlossen.
Seit 2023 verleiht die Stiftung House of One alle zwei Jahre einen Friedenspreis in Höhe von 9000 Euro. Der erste Preisträger war der georgische Metropolitanbischof von Tbilisi und Botschafter des House of One in Georgien, Malkhaz Songulashvili. Er wurde für seinen Einsatz für „Toleranz und Dialog“ ausgezeichnet.

## Reaktionen
Es wurde kritisch in Frage gestellt, ob das Projekt überhaupt von Vertretern aller drei Religionen mitgetragen wird. Besonders von muslimischer Seite gab es angeblich eine „Ablehnung aller relevanten Moscheevereine oder muslimischer Dachverbände“, was letztlich dazu führte, dass lediglich ein 100 Mitglieder starker, der Gülen-Bewegung angehörender, muslimischer Verein als Träger gewonnen werden konnte. Andere große religiöse Gemeinschaften, allen voran die römisch-katholische Kirche, seien angeblich nicht angefragt worden.
Tatsächlich steht das House of One mit Vertretern verschiedenster muslimischer Richtungen nicht nur in Verbindung. So nehmen regelmäßig an Veranstaltungen der Stiftung, beispielsweise den Friedensgebeten, Imame und Vertreter verschiedener muslimischer Strömungen teil. Im Kuratorium sind die schiitische Religionswissenschaftlerin Hamideh Mohagheghi sowie der Leiter des Zentrums für Islamische Theologie der Universität Münster, Mouhanad Khorchide, vertreten. Die Imame des House of One, Kadir Sanci und Osman Örs, sind zudem Mitgründer des Berliner Rat der Imame, in dem rund 20 Imame aus unterschiedlichsten Gemeinden Berlins zusammengeschlossen sind.
Seitens der Katholiken ist das House of One auch mit dem Erzbistum Berlin seit Gründung im Gespräch, damals noch mit Erzbischof Rainer Maria Woelki. Der amtierende Berliner Erzbischof Heiner Koch ist Mitglied im Kuratorium, Kardinal Dieudonné Nzapalainga ist Projektpartner der Stiftung, um nur zwei zu nennen.
Der älteste Berliner Geschichtsverein, der Verein für die Geschichte Berlins, wirft in seinem Mitteilungsheft auch die Frage auf, warum der Mut fehlt, den einstig höchsten Kirchturm der Stadt – ähnlich zur Garnisonkirche in Potsdam – wieder aufzubauen.
Im Rahmen einer Diskussion über ein am Dach angebrachtes Kreuz und eine Inschrift am Humboldt Forum bezeichnete der Berliner Landesbischof Christian Stäblein das House of One als notwendiges Gegenbild gegen „Intolerante Exklusivitätsansprüche […] – auch als historische Zitate“. Man brauche „Zeichen der Gemeinschaft und der Augenhöhe mehr denn je“.
Im Jahr 2016 wurde das Projekt House of One zum „Nationalen Projekt des Städtebaus“ ernannt und gefördert. Im selben Jahr wurde dem Projekt außerdem der IDIZEM Dialog-Preis verliehen. Die Abkürzung IDiZem steht für Interkulturelles Dialog-Zentrum, ein Verein, der seinen Sitz in München hat.